# Maurees Skeete
Maurees Skeete ist eine guyanische Fußballschiedsrichterin.
Seit 2014 steht sie auf der Liste der FIFA-Schiedsrichter und leitet internationale Fußballpartien.
Beim CONCACAF Women’s Gold Cup 2014 in den Vereinigten Staaten pfiff sie ein Gruppenspiel. Darüber hinaus war sie als Schiedsrichterassistentin unter anderem bei der CONCACAF U-15-Meisterschaft 2014 auf den Cayman Islands, bei der Karibikmeisterschaft 2014 in Trinidad und Tobago sowie bei diversen weiteren Qualifikations- und Freundschaftsspielen im Einsatz.